# 383492 Aubert
383492 Aubert este o planetă minoră (asteroid) din centura de asteroizi. A fost descoperită pe 21 ianuarie 2007 la Nogales de Jean-Claude Merlin⁠(d). 
Obiectul prezintă o orbită caracterizată de o semiaxă mare de 2,3428720964959 UAi, o excentricitate de 0,14281054859684, o înclinație de 2,1682509561411 ° în raport cu ecliptica.